# Pamukkale, Denizli
Pamukkale, trước là Akköy, là một huyện thuộc tỉnh Denizli, Thổ Nhĩ Kỳ. Huyện có diện tích 186 km² và dân số thời điểm năm 2007 là 5225 người, mật độ 28 người/km².